# Duale Hochschule
Die Duale Hochschule ist eine staatliche Einrichtung mit dualen Studiengängen. In Deutschland haben sie je nach Land unterschiedliche Ausgestaltungen gefunden. In Baden-Württemberg (→ Duale Hochschule Baden-Württemberg – DHBW), Thüringen (→ Duale Hochschule Gera-Eisenach – DHGE) und Sachsen (→ Duale Hochschule Sachsen – DHSN) bestehen die dualen Hochschulen als eigenständige hochschulische Einrichtungen. In Rheinland-Pfalz wird darunter eine Serviceeinrichtung verstanden, die Praxispartner, Hochschulen und Studierende zusammenführt.
Das anwendungsorientierte Studium besteht aus einem wissenschaftlichen Studienteil und einer praktischen beruflichen Ausbildung in einem externen Betrieb (Unternehmen).
Die Studenten studieren an einer Hochschule und haben Praxis im Unternehmen. Dabei gibt es zwei Modelle:
Das ausbildungsintegrierte Studium:
Studenten werden in der Praxis in einem staatlich anerkannten Beruf (Lehrberuf) ausgebildet.
Das praxisintegrierte Studium:
Studenten werden individuell vom Unternehmen ausgebildet. (Bei dieser Variante müssen manchmal in der Praxis wissenschaftliche Projektarbeiten angefertigt werden (z. B. an der DHBW))
Der Lehrberuf endet außerhalb der Hochschule mit einem Gesellen-, Facharbeiter- oder Gehilfenbrief. Nach Abschluss des Studiums verleiht die duale Hochschule den Hochschulgrad eines Bachelor und zwar je nach Studiengang als Bachelor of Arts, Bachelor of Engineering oder Bachelor of Science. Darauf aufbauend kann ein Masterstudiengang angeschlossen werden. Die dualen Hochschulen besitzen allerdings kein Promotions- und Habilitationsrecht wie die  Universitäten und gleichgestellten Hochschulen. Je nach landesrechtlicher Ausgestaltung können sie auch nicht eigenständig Masterabschlüsse verleihen (z. B. die Duale Hochschule Gera-Eisenach).
Voraussetzung für ein Studium an einer dualen Hochschule ist neben einem Zeugnis der Hochschulreife (allgemeine Hochschulreife, fachgebundene Hochschulreife oder Fachhochschulreife) ein Berufsausbildungsvertrag. Besonders qualifizierte Berufstätige können unter bestimmten Voraussetzungen die Berechtigung zum Studium an einer dualen Hochschule auch ohne ein entsprechendes Hochschulreifezeugnis erwerben.